# Inside (2024)
Inside ist ein Gefängnisfilm von Charles Williams. In dem Thriller sind Cosmo Jarvis, Guy Pearce und der Nachwuchsschauspieler Vincent Miller in den Hauptrollen als Insassen eines Gefängnisses zu sehen. Die Premiere des Films fand im August 2024 beim Melbourne International Film Festival statt. Ende Februar 2025 kam der Film in die australischen Kinos.

## Handlung
Als Mel Blight das entsprechende Alter erreicht hat, wird er von einem Jugendgefängnis in ein Erwachsenengefängnis verlegt und dort von Mark Shepard unter seine Fittiche genommen, dem meistgehassten Verbrecher Australiens, der gerade aus der Einzelhaft entlassen wurde. Auch Warren Murfett, der bald auf Bewährung entlassenen wird, baut ein väterliches Verhältnis zu Mel auf. Er hat selbst einen Sohn namens Adrian und freut sich darauf, diesen nach seiner Entlassung wiederzusehen.

## Produktion

### Filmstab und Aufbau
Regie führte Charles Williams, der auch das Drehbuch schrieb. Bei Inside handelt es sich um sein Spielfilmdebüt. Für seinen Kurzfilm All These Creatures wurde Williams 2018 bei den Filmfestspielen in Cannes mit der Palme d’Or ausgezeichnet.
Um in seinem Film ein hohes Maß an Authentizität zu erreichen, recherchierte Williams jahrelang in Gefängnissen in ganz Australien, vor allem aber in seiner Heimat Victoria. „Sie gaben mir Zugang zu vielen verschiedenen Gefängnissen, und ich sprach mit vielen Insassen und Justizvollzugsbeamten“, so der Regisseur. Ihm sei es darum gegangen, in seinem Film alle Details richtig zu machen, zu erfahren, wie der Alltag der Gefangenen abläuft. Trotz des Fokus auf Authentizität wollte Williams nicht, dass Inside zu düster, ultrarealistisch oder wie ein Dokumentarfilm wirkt.
Der Film beginnt mit Bildern einer Ultraschalluntersuchung, als sich Mel noch im Bauch seiner Mutter befindet, begleitet von einem Voiceover.

### Besetzung und Dreharbeiten

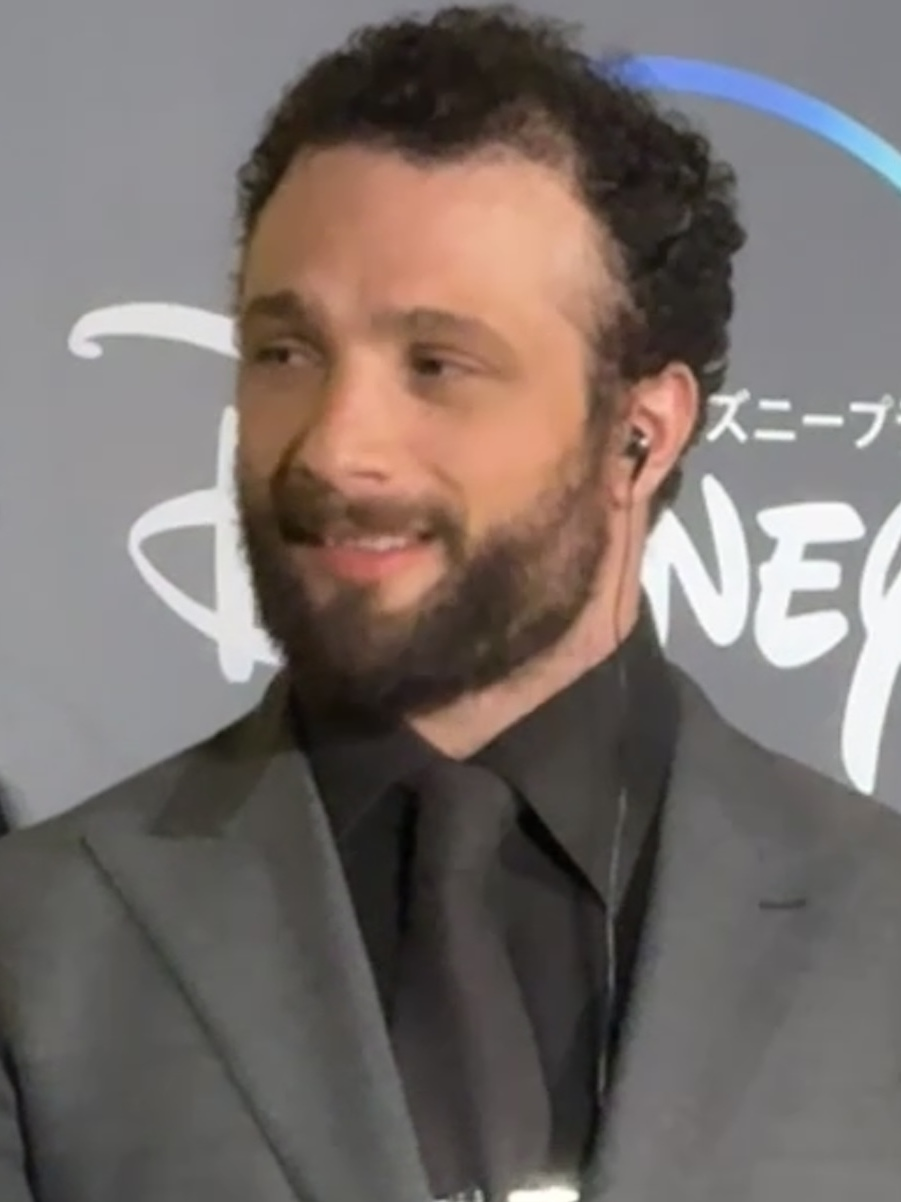
Cosmo Jarvis spielt Mels Zellengenossen Mark Shepard

Der Nachwuchsschauspieler Vincent Miller spielt den 18-jährigen Mel Blight. Es handelt sich um seine erste Filmrolle. Der Brite Cosmo Jarvis spielt den berühmt-berüchtigten Gefängnisinsassen Mark Shepard, mit dem er sich nach seiner Verlegung aus der Jugendstrafanstalt eine Zelle teilt, und Guy Pearce den bald aus der Haft frei kommenden Warren Murfett. Toby Wallace spielt dessen Sohn Adrian. In weiteren Rollen sind Tara Morice als Cheryl Denae, Tammy Macintosh als Colleen und Raif Weaver als der jüngere Mel zu sehen. Die meisten der im Film zu sehenden Mitgefangenen wurden von  ehemaligen Häftlingen gespielt, die wieder entlassen waren. Sie hätten ihm während des Drehs ein Feedback geben können, so der Regisseur.
Die Dreharbeiten fanden im australischen Melbourne statt und wurden im Dezember 2023 beendet. Kameramann Andrew Commis war zuletzt für Filme wie Angel of Mine, Milla Meets Moses, Nude Tuesday, High Ground und Blueback tätig.

### Filmmusik und Veröffentlichung
Die Filmmusik komponierte Chiara Costanza. Das Soundtrack-Album mit insgesamt zehn Musikstücken wurde Anfang März 2025 veröffentlicht.
Die Premiere des Films war am 9. August 2024 beim Melbourne International Film Festival. Mitte Oktober 2024 wurde Inside beim South by Southwest Film Festival Sydney gezeigt. Im Januar 2025 wurde der Film beim Göteborg International Film Festival vorgestellt. Am 27. Februar 2025 kam der Film in die australischen Kinos. Im Juni 2025 wurde er beim Tribeca Film Festival gezeigt. Ende Juni, Anfang Juli 2025 sind Vorstellungen beim Filmfest München geplant.

## Rezeption

### Kritiken
Von den bei Rotten Tomatoes aufgeführten Kritiken sind alle positiv.

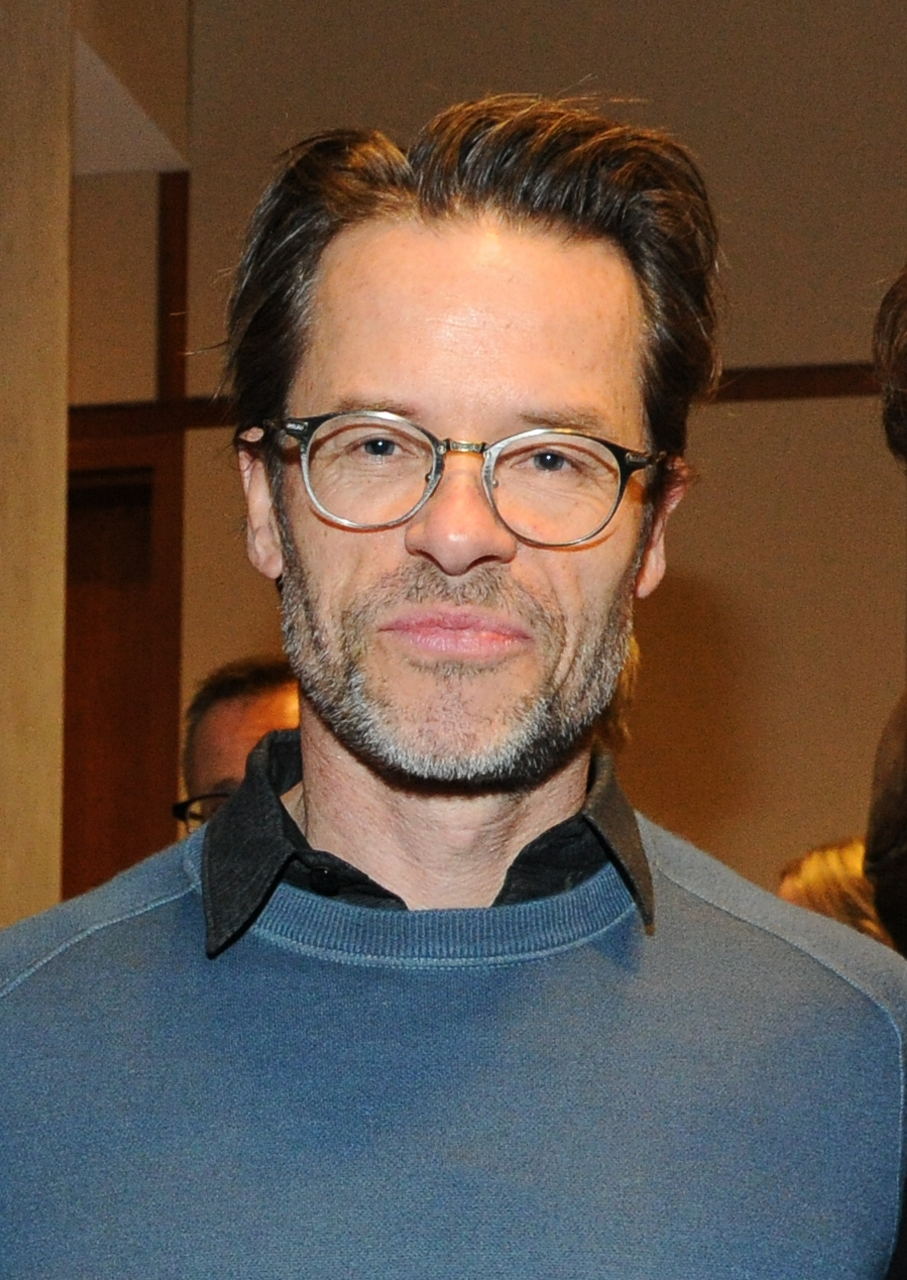
Guy Pearce spielt Warren Murfett

Stephen A Russell schreibt in seiner Kritik für screenhub.com, Charles Williams’ Inside sei ein Film, der sich mit unbequemen Wahrheiten über Gewalt beschäftigt und gleichzeitig genügend Raum für Hoffnung lasse. Auch die internen Intrigen konkurrierender Banden würden mit Gewicht dargestellt, ohne zu sehr in den Vordergrund gerückt zu werden. Russel schreibt weiter, dass ein Gesichtsausdruck oder ein verstohlener Blick viele verschiedene Dinge zum Ausdruck bringen kann, sei normalerweise die Fähigkeit eines erfahrenen Schauspielers. Es sei etwas ganz Besonderes, diese Gabe bei einem aufstrebenden Schauspieler wie Vincent Miller in der Rolle des Mel Blight zu erleben.
Nadine Whitney von thecurb.com nennt Inside einen der wenigen Gefängnisfilme, die den Strafvollzug nicht als von Natur aus korrupt darstellt. Der Film gaukle auch nicht vor, dass ein Gefängnis eine Art Rehabilitationsmaßnahme sei. Der Realismus des Films werde durch die hervorragende schauspielerische Leistung der drei Hauptdarsteller noch verstärkt. Guy Pearce liefere eine seiner besten Leistungen ab, und seine Verkörperung von Warren Murfett sei ein Höhepunkt seiner ruhmreichen und beeindruckenden Karriere. Cosmo Jarvis sei als Mark Shepard nicht wiederzuerkennen, und Vincent Miller als Mel sei eine Offenbarung. Sein sanftes Gesicht und seine verkniffenen Augen offenbarten die Tiefe des Traumas, das ihn in das System getrieben hat. Inside sei unvergessliches australisches Kino der Spitzenklasse, und Charles Williams gelange mit dem Film in das Pantheon der großen australischen Regisseure.

### Auszeichnungen
Australian Writers Guild Awards 2025
- Auszeichnung mit dem Awgie Award (Charles Williams)[16]

Göteborg Film Festival 2025
- Nominierung für den Dragon Award im Internationalen Wettbewerb (Charles Williams)[17]

Melbourne International Film Festival 2024
- Nominierung für den Bright Horizons Award (Charles Williams)[1]